# Römisches Brandgräberfeld Minden
Koordinaten: 49° 49′ 48″ N, 6° 27′ 19″ O
Das Römische Brandgräberfeld Minden ist ein römisches Grabfeld in der Ortsgemeinde Minden im Eifelkreis Bitburg-Prüm in Rheinland-Pfalz.

## Beschreibung
Es handelt sich um ein größeres Brandgräberfeld nordwestlich von Minden nahe dem Industriegebiet „Auf Zweikreuz“ (Irrel).
Die Brandgräber stammen aus dem 1. Jahrhundert n. Chr. und zählen somit zur Epoche der Römer.

## Archäologische Befunde
Das Brandgräberfeld wurde im Jahre 1912 ausgegraben und es konnten insgesamt 40 einzelne Gräber ausgemacht werden. Rund 20 der Gräber waren ohne Einfassung, zwölf Gräber waren mit Steinplatten umstellt und fünf Gräber enthielten Aschenkisten. Fast allen Gräbern gemeinsam ist eine spärliche und einfache Ausstattung. Einzig Grab 28 fällt mit einer sehr reichen Ausstattung aus der Reihe. Hier beobachtete man ein Keramikservice bestehend aus zwölf einzelnen Gefäßen, eine Schminkkugel aus Glas sowie eine Scharnierfibel. Anhand der Beigaben konnte eine Datierung in die zweite Hälfte des 1. Jahrhunderts n. Chr. erfolgen. Eine weitere Fibel wurde in Grab 5 entdeckt. Hierbei handelt es sich um eine Löwenfibel aus Bronze. Diese konnte in die erste Hälfte des 1. Jahrhunderts n. Chr. datiert werden.

## Erhaltungszustand und Denkmalschutz
Das Brandgräberfeld ist nach den Untersuchungen und dem Einfluss der Landwirtschaft aufgrund der Lage innerhalb einer Ackerfläche heute nicht mehr in seiner ursprünglichen Form vor Ort erhalten.
Das Brandgräberfeld ist als eingetragenes Kulturdenkmal im Sinne des Denkmalschutzgesetzes des Landes Rheinland-Pfalz (DSchG) unter besonderen Schutz gestellt. Nachforschungen und gezieltes Sammeln von Funden sind genehmigungspflichtig, Zufallsfunde an die Denkmalbehörden zu melden.